# محمود عثمان
محمود عثمان أحمد عثمان (ولد في محافظة الإسماعيلية) هو سياسي مصري ونائب برلماني. وهو نجل وزير الإسكان الأسبق ومؤسس شركة المقاولون العرب عثمان أحمد عثمان ومتزوج من كريمة الرئيس المصري محمد أنور السادات. كما شغل منصب رئيس مجلس اداره شركة المقاولون العرب. [بحاجة لمصدر]
على الصعيد السياسي، خاض عثمان انتخابات مجلس الشعب عن الحزب الوطني الديمقراطي في دورات 2000 و2005 و2010 وفاز في دورتين وخسر في جولة 2005 أمام مرشح جماعة الاخوان المسلمين. ثم خاض دورة 2015 مستقلا، ونجح فيها عن دائرة مدينة الإسماعيلية.